# Моэ Лоэмбе Нкасу Мантатта
Моэ Лоэмбе Нкасу Мантатта (фр. Moe Poaty II) — король Лоанго в первой четверти XX века. Мантатта был членом королевской династии Нката.

## Фотография
Его портрет часто используется для иллюстрации его преемника Моэ Поати II. Однако хронологически это невозможно, так как оригинальная фотография датирована апрелем 1907 года, эта фотография, следовательно, датируется до 1904 года. Это означает, что разница в возрасте двух государей составляет не менее двадцати лет.